# Radikal 79
Radikal 79 mit der Bedeutung „Hellebarde, Lanze“ ist eines von den 34 traditionellen Radikalen der chinesischen Schrift, die aus vier Strichen bestehen.
Mit 16 Zeichenverbindungen in Mathews’ Chinese-English Dictionary kommt es nur sehr selten im Lexikon vor.
Diese alte Bambuswaffe wurde zu einem Arbeitsgerät mit gekrümmtem Bügel, mit dem man Lasten trug. Als Einzelzeichen wurde 殳 nur sehr selten eingesetzt, und es mutierte deshalb alsbald zum Radikal. Mit seiner Aussprache shū ist es freilich kaum bekannt. Um es zu beschreiben, wird auf die Bezeichnung seiner beiden bekannteren Komponenten 又 (you) und 几 (ji) zurückgegriffen: 几又边 (jiyou bian = jiyou-Seitenteil).
殳 steht im zusammengesetzten Zeichen immer rechts: 殴 (= schlagen), 殷 (= dunkelrot) und stellt als Sinnträger das Bedeutungsfeld Handbewegung mit einem Gerät her wie in 投 (= werfen, schleudern), 役 (= Arbeit, Dienst, mit den Komponenten 彳 chì für Bewegung und 殳 shū, der Hand mit der Waffe). Die eigentliche Bedeutung von 役 ist daher: Schlacht, Feldzug. 

## Schriftzeichenverbindungen, die vom Radikal 79 regiert werden
| Striche | Zeichen        |
| ------- | -------------- |
| +0      | 殳             |
| +05     | 殴 段 殶       |
| +06     | 殷 殸 殹 殺    |
| +07     | 殻             |
| +08     | 殼 殽          |
| +09     | 殾 殿 毀 毁 毂 |
| +10     | 毃 毄          |
| +11     | 毅 毆          |
| +12     | 毇 毈          |
| +15     | 毉             |
| +19     | 毊             |

 Im Unicodeblock Kangxi-Radikale ist das Radikal 79 unter der Codepointnummer 12.110 (U+2F4E) codiert.